# Yves Cordier
Yves Cordier (1962) is een voormalige Franse triatleet. In de jaren tachtig leverde hij veel strijd met de Amerikaanse triatleet Mark Allen.
In 1989 behaalde hij de beste prestatie van zijn sportcarrière. Hij won toen de Europese titel op de olympische afstand in het Portugese Cascais. Met een tijd van 2:02.08 versloeg hij de Nederlander Rob Barel (zilver; 2:02.55) en de Duitser Jürgen Zäck (brons; 2:03.55).
Enkele malen stond hij op het podium van de triatlon van Nice, maar won deze wedstrijd nooit. Zo won hij in 1994 een bronzen medaille toen deze wedstrijd eveneens dienstdeed als WK lange afstand. Pas in 2001 was het de Gilles Reboul de eerste Fransman in twintig jaar tijd die deze wedstrijd wist te winnen.

## Titels
- Europees kampioen triatlon op de olympische afstand - 1994

## Palmares

### triatlon
- 1988:  triatlon van Nice
- 1989:  EK olympische afstand - 2:02.08
- 1989: 8e Ironman Hawaï - 8:39.13
- 1991:  triatlon van Nice
- 1992:  triatlon van Nice
- 1994:  WK lange afstand in Nice - 6:03.19
- 1995: 7e WK lange afstand in Nice - 5:54.13
- 1998:  Embrunman - 10:19.51
- 1999:  Embrunman - 10:14.49
- 2000: 4e Ironman South Africa - 9:06.00
- 2000: 8e Ironman Lanzarote - 	9:10.18
- 2000:  Embrunman - 10:00.47
- 2000: DNF Ironman Hawaï
- 2002:  Embrunman -  10:14.47
- 2003: 10e Embrunman - 10:35.45